# Baron Ravensworth
Baron Ravensworth, of Ravensworth Castle in the County Palatine of Durham, ist ein erblicher britischer Adelstitel, der je einmal in der Peerage of Great Britain und der in der Peerage of the United Kingdom verliehen wurde.
Heutiger Familiensitz der Barone ist Eslington Park bei Whittingham in Northumberland.

## Verleihungen
Erstmals wurde der Titel am 29. Juni 1747 in der Peerage of Great Britain dem Unterhausabgeordneten Sir Henry Liddell, 4. Baronet verliehen. Bereits 1723 hatte er von seinem Vater den Titel Baronet, of Ravensworth Castle in the County of Durham, geerbt, der am 2. November 1642 seinem Vorfahren Thomas Liddell († 1650) verliehen worden war. Die Baronie erlosch am 30. Januar 1784, als der 1. Baron ohne männliche Nachkommen starb. Die Baronetcy fiel an seinen Neffen Henry Liddell (1749–1791) als 5. Baronet. Für dessen Sohn, den Unterhausabgeordneten Sir Thomas Liddell, 6. Baronet, wurde der Baronstitel am 17. Juli 1821 in der Peerage of the United Kingdom neu geschaffen.
Dessen Sohn, der 2. Baron, wurde am 2. April 1874 auch zum Earl of Ravensworth, of Ravensworth Castle in the County of Durham, und Baron Eslington, of Eslington Park in the County of Northumberland, erhoben. Diese beiden Titel erloschen beim Tod seines jüngeren Sohnes, des 3. Earls, am 7. Februar 1904. Die Baronie Ravensworth und die Baronetcy fielen an dessen Cousin als 5. Baron.
Heutiger Titelinhaber ist seit 2004 dessen Urgroßneffe Thomas Liddell, 9. Baron Ravensworth.

## Liste der Barone Ravensworth

### Barone Ravensworth, erste Verleihung (1747)
- Henry Liddell, 1. Baron Ravensworth (1708–1784)

### Barone Ravensworth, zweite Verleihung (1821)
- Thomas Liddell, 1. Baron Ravensworth (1775–1855)
- Henry Liddell, 1. Earl of Ravensworth, 2. Baron Ravensworth (1797–1878)
- Henry Liddell, 2. Earl of Ravensworth, 3. Baron Ravensworth (1821–1903)
- Atholl Liddell, 3. Earl of Ravensworth, 4. Baron Ravensworth (1833–1904)
- Arthur Liddell, 5. Baron Ravensworth (1837–1919)
- Gerald Liddell, 6. Baron Ravensworth (1869–1932)
- Robert Liddell, 7. Baron Ravensworth (1902–1950)
- Arthur Liddell, 8. Baron Ravensworth (1924–2004)
- Thomas Liddell, 9. Baron Ravensworth (* 1954)

Titelerbe (Heir apparent) ist der älteste Sohn des aktuellen Titelinhabers, Hon. Henry Liddell (* 1987).